# Phymorhynchus wareni
Phymorhynchus wareni is een slakkensoort uit de familie van de Raphitomidae. De wetenschappelijke naam van de soort is voor het eerst geldig gepubliceerd in 1995 door Sysoev & Kantor.